# 无肋悬藓
无肋悬藓（学名：Dicladiella trichophora），又名扁枝悬藓，为蔓藓科悬藓属下的一个种。

## 扩展阅读
- 維基物種上的相關：无肋悬藓